# Cuphea seleri
Cuphea seleri är en fackelblomsväxtart som beskrevs av Emil Bernhard Koehne. Cuphea seleri ingår i släktet blossblommor, och familjen fackelblomsväxter. Inga underarter finns listade i Catalogue of Life.